# شکم دریدن
شکم دریدن به عمل درآوردن همه یا بخشی از عضوهای لوله گوارشی (شکم، دل و روده) گفته می‌شود که اغلب از راه بُرش افقی در ناحیه شکم ایجاد می‌شود. شکم دریدن ممکن است در اثر حادثه به وجود بیاید اما به عنوان یک روش شکنجه و اعدام نیز مورد استفاده قرار گرفته‌است. در چنین روش‌هایی، شکم دریدن ممکن است با اشکال دیگری از شکنجه، یا برداشتن سایر اعضای حیاتی همراه باشد.

## تاریخچه

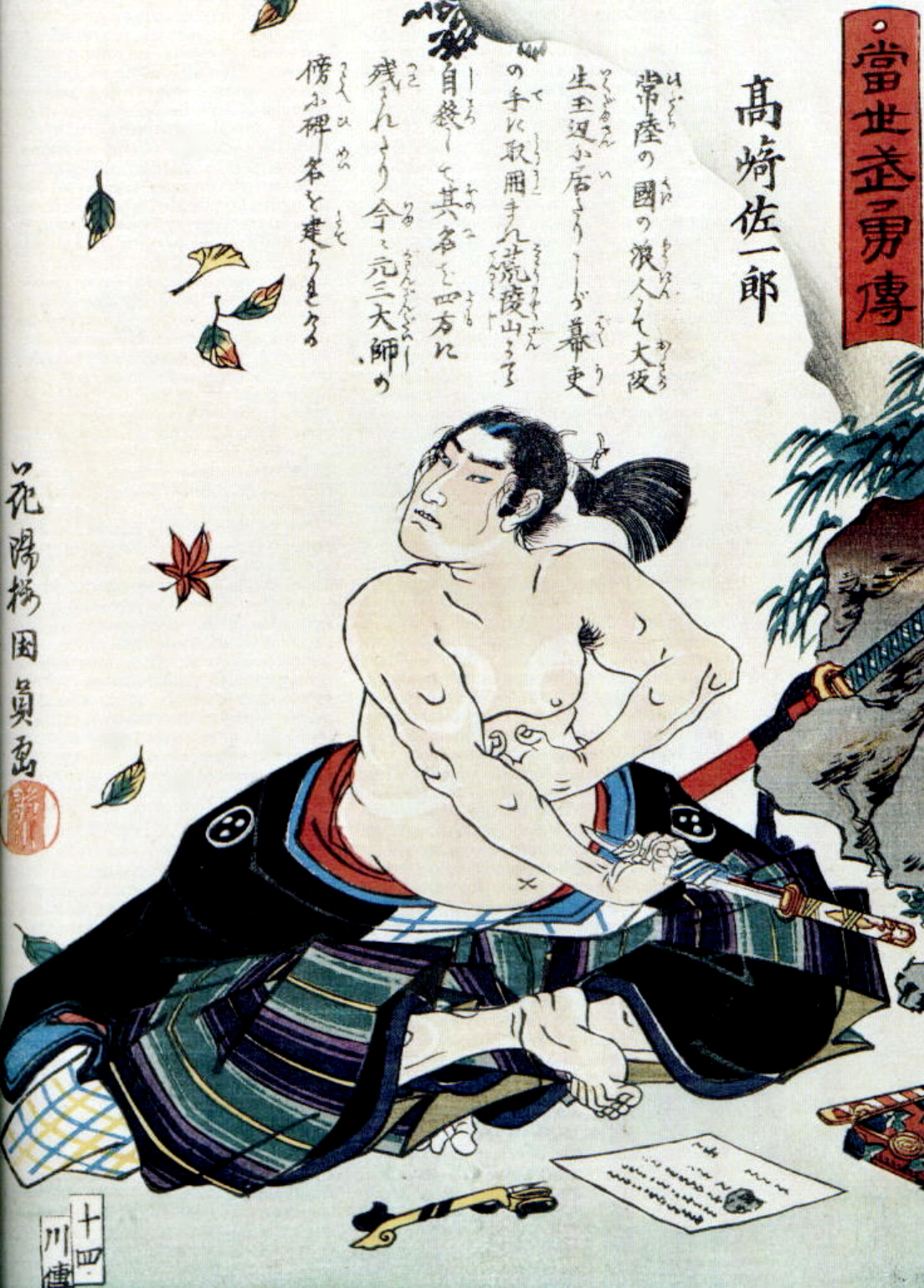
چاپ چوبی اوکی‌یوئه از یک جنگجو در حال اجرای هاراکیری، مربوط به دوره ادو

درآوردن دل و روده موجودات زنده از بدن، بدون مداخله پزشکی، به طرز قابل توجهی کشنده است. از دیدگاه تاریخی، شکم دریدن به عنوان شکل شدیدی از مجازات اعدام استفاده می‌شد. اگر مجرای روده به تنهایی برداشته شود، مرگ پس از چندین ساعت دردناک رخ خواهد داد. در صورت آسیب ندیدن اندام‌های حیاتی، قربانی اغلب در جریان شکنجه کاملاً هوشیار خواهد بود و قادر به دیدن روده بیرون آورده شده‌است، اما در نهایت به دلیل از دست دادن خون، هوشیاری خود را از دست خواهد داد. با این حال، در برخی از اشکال شکم دریدن عمدی، سر بریدن یا بیرون آوردن قلب و شش‌ها باعث تسریع در مرگ قربانی می‌شود.
در ژاپن، شکم دریدن نقشی اصلی را به عنوان یک روش اعدام یا خودکشی آیینی در میان سامورایی‌ها بازی می‌کرد. در خودکشی با این روش، فرد قربانی از بی‌آبرویی ناشی از جنایات خود پاک می‌شد.
آنها فاقد تلقی شدند. متداول‌ترین شکل از شکم دریدن در ژاپنی با نام سِپ‌پوکو (در زبان عامیانه: هاراکیری) است که به «برش شکم» بازگردانی می‌شود، و شامل ایجاد دو بریدگی در راستای شکم می‌شد که گاه بیرون آمدن احشای بدن را به دنبال می‌داشت. عمل سر بریدن در یک ثانیه (kaishaku-nin) بعدها به این آیین افزوده شد تا با آسان‌تر کردن اعدام و کمتر ساختن رنج سامورایی یا رهبر سیاسی، تلاشی در جهت انسانی‌تر کردن این آیین باشد.
بعدها چاقو تنها جزو تشریفات بود و پیش از اینکه قربانی آن را به دست گیرد، شمشیردار سر وی را از تن جدا می‌کرد. ارتکاب یک جرم یا عمل نامشروع تنها یکی از دلایل بسیار برای اجرای سپ‌پوکو بود؛ دیگر دلیل‌ها شامل مجازات بی‌جُربزگی، روشی برای پوزش‌خواهی، یا پس از شکست در یک جنگ یا تسلیم یک قلعه می‌شدند.